# 大津長昌
大津 長昌（おおつ ながまさ）は、戦国時代から安土桃山時代にかけての武将。織田信長の家臣。諱ははじめ長治で、大津 長治（おおつ ながはる）を称し、次いで長昌に改めた。

## 略歴
出自は不明。尾張国中島郡府中宮の住人という。
織田信長に仕え、馬廻を務めた。妻は丹羽長秀の妹にあたる。
信長の代表的な側近として主に内政の任務を執行したが、初見は信長上洛直後の永禄12年（1569年）1月19日、南禅寺の名主や百姓に以前通りに年貢や地子銭を同寺竜華院に納入することを命じた折紙の発給であった。またこの年、天龍寺の僧・意足軒周悦の世話に努めている。
天正4年（1576年）4月14日に石山本願寺がまた挙兵したので、畿内の軍勢が大坂に出陣して、天王寺城（砦）には佐久間信栄と明智光秀が守将として入ることになり、猪子高就と長昌は検使として派遣されたが、5月3日、木津に攻め寄せた原田直政が一揆勢の攻撃で討死し、一揆勢は余勢を駆って天王寺城を包囲したので四将は籠城して、信長自ら率いる軍勢によって救助された。
天正6年（1578年）6月、播磨神吉城攻めの検使を、長昌・矢部家定・水野九蔵・長谷川秀一・菅屋長頼・万見仙千代・祝重正が交代で務めるように命じられた

同年10月15日、陸奥伊達氏の家臣遠藤基信に書を送り、越中国の征服を伝え、対上杉氏戦略で越後出陣を催促している。同月に荒木村重が謀反を起こしたので、諸将は大坂表に出陣したが、11月に佐久間信盛・羽柴秀吉・松井友閑・長昌は、信長の命令で宣教師を同行して摂津高槻城に行って、宣教師の説得で高山右近を翻意させた。同城を受け取って城番となっていたが、翌天正7年（1579年）3月13日にこの城内で長昌は病死した。
享年は不明であるが、まだ30歳ぐらいの青年であったと思われる。前述の長昌の妻は、同じ信長の馬廻の蜂屋頼隆に再嫁した。
天正10年（1582年）の1月15日の爆竹の際、菅屋長頼・堀秀政・長谷川秀一・矢部家定が小姓・馬廻を率いる特別の地位を認められているが、信長の側近であった長昌が存命していれば、これに名を連ねたであろう。